# Alberto Blest Gana

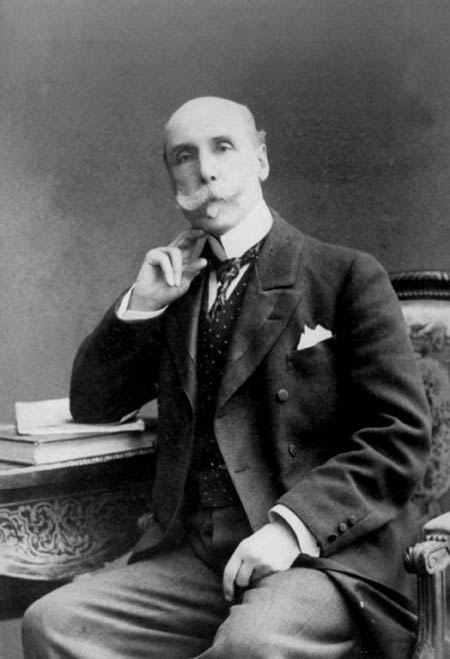
Alberto Blest Gana

Alberto Blest Gana (ur. 4 maja 1830 w Santiago, zm. 9 listopada 1920 w Paryżu) – chilijski pisarz.
Był jednym z twórców latynoamerykańskiej powieści realistycznej. W swojej twórczości ukazywał szeroki przekrój społeczeństwa chilijskiego z połowy XIX wieku, dzięki czemu zyskał przydomek hispanoamerykańskiego Balzaca. Napisał m.in. powieści Martín Rivas (1862), El ideal de un calavera Reconquista (1897) i Los transplantados (1904) — ostrą satyrę na paryską arystokrację i dorobkiewiczów. Ostatnie 50 lat życia spędził na placówkach dyplomatycznych w Londynie i Paryżu.